# Room Service (album Bryana Adamsa)
Room Service – dziewiąty studyjny album kanadyjskiego wokalisty rockowego Bryana Adamsa, wydany w 2004 roku na świecie, w Stanach Zjednoczonych natomiast pojawił się rok później.
Pierwszym singlem z płyty był utwór "Open Road", następnymi: "Flying", "Room Service" i, w amerykańskim wydaniu – "This Side of Paradise". W 2005 roku, piosenka "Open Road" została wykorzystana jako motyw przewodni programu "50 States in 50 Days" emitowanym podczas codziennych wiadomości na amerykańskim kanale ESPN.
Utwór "Ease Side Story" początkowo miał być nagrany do albumu brytyjskiego DJ-a Chicane, Ease To Assemble, z wokalami Adamsa, jednak jako zupełnie inna kompozycja, lecz płyta ta ostatecznie nie została wydana.

## Twórcy
- Bryan Adams – gitara (dobro, basowa), harmonijka ustna, fortepian
- Keith Scott – gitara
- Mickey Curry – perkusja
- Norm Fisher – gitara basowa
- Gary Breit – fortepian, organy
- Phil Tornalley – dodatkowa produkcja, gitara, instrumenty klawiszowe
- Yoad Nevo – dodatkowa produkcja, gitara, perkusja, programowanie
- Declan Masterson – irlandzki gwizdek w "Flying"
- Maurice Seezer – akordeon, fortepian w "Flying"
- Gavin Greenway – aranżacja strunowa w "Flying"
- Michael Kamen – aranżacja strunowa oraz obój w "I Was Only Dreamin'"
- Ben Dobie, Avril Mackintosh i Olle Romo – redagowanie protokołu
- The Pointless Brothers – chórki w "Flying"
- Bob Clearmountain – miksowanie
- Ben Dobie – inżynieria
- Kirk McNally – inżynieria

## Lista utworów
| #   | Tytuł                                                                                       | Autorzy                    |      |
| --- | ------------------------------------------------------------------------------------------- | -------------------------- | ---- |
| 1.  | "East Side Story"                                                                           | Adams, Peters, Bracegirdle | 4:45 |
| 2.  | "This Side of Paradise"                                                                     | Adams, Peters              | 3:50 |
| 3.  | "Not Romeo Not Juliet"                                                                      | Adams, Thornalley, Munday  | 3:37 |
| 4.  | "Flying"                                                                                    | Adams, Lange               | 4:04 |
| 5.  | "She's a Little Too Good for Me"                                                            | Adams, Peters              | 2:37 |
| 6.  | "Open Road"                                                                                 | Adams, Kennedy             | 3:35 |
| 7.  | "Room Service"                                                                              | Adams, Kennedy             | 2:53 |
| 8.  | "I Was Only Dreamin'"                                                                       | Adams, Peters              | 2:30 |
| 9.  | "Right Back Where I Started From"                                                           | Adams, Kennedy             | 3:41 |
| 10. | "Nowhere Fast"                                                                              | Adams, Peters, Ellofsson   | 3:48 |
| 11. | "Why Do You Have to Be So Hard to Love"                                                     | Adams, Peters              | 2:58 |
| 12. | "Blessing in Disguise" (utwór dodatkowy w wydaniu brytyjskim i japońskim i strona B singla) | Adams, Peters              | 3:00 |